# Caloptilia obscuripennella
Caloptilia obscuripennella là một loài bướm đêm thuộc họ Gracillariidae. Nó được tìm thấy ở Hoa Kỳ (Texas).